# Яновічкі (Малопольське воєводство)
Яновічкі (пол. Janowiczki) — село в Польщі, у гміні Рацлавиці Меховського повіту Малопольського воєводства.
Населення — 226 осіб (2011).
У 1975-1998 роках село належало до Келецького воєводства.

## Демографія
Демографічна структура станом на 31 березня 2011 року:
|          | Загалом | Допрацездатний вік | Працездатний вік | Постпрацездатний вік |
| -------- | ------- | ------------------ | ---------------- | -------------------- |
| Чоловіки | 114     | 27                 | 80               | 7                    |
| Жінки    | 112     | 16                 | 67               | 29                   |
| Разом    | 226     | 43                 | 147              | 36                   |